# 王新红
王新红（1964年—），山东莱西人，汉族，中华人民共和国政治人物、第十一届全国人民代表大会山东地区代表。
毕业于成都理工大学地球探测与信息技术专业。加入民盟。担任东营市政协副主席。2008年起担任全国人大代表。